# Hugo von Dörnberg
Hugo Friedrich Wilhelm Freiherr von Dörnberg (* 2. April 1844 in Kassel; † 24. Februar 1930 ebenda) war ein deutscher Rittergutsbesitzer und Abgeordneter des Preußischen Herrenhauses und des Provinziallandtages der preußischen Provinz Hessen-Nassau.

## Leben

### Herkunft und Familie
Hugo von Dörnberg entstammte dem Geschlecht der Freiherren von Dörnberg, das zum evangelischen hessischen Uradel gehörte. Von 1732 an hatten die Dörnbergs das Hofamt des Erbküchenmeisters (Erbhofmeisters) von Hessen-Kassel inne. Er war der Sohn des Oberfinanzkammerassessors Hermann Friedrich Wilhelm Karl Ferdinand von Dörnberg (1813–1846) und dessen Gemahlin Karoline Sophie Elisabeth Wilhelmine, geb. von Schmerfeld (1822–1905). Sein Großvater Wilhelm von Dörnberg (1781–1877) war Oberförster und Politiker.
Am 21. Oktober 1874 heiratete Hugo in Kassel Cäcilie Franziska Rabe von Pappenheim (1849–1937). Aus der Ehe gingen folgende Kinder hervor:
- Hans-Carl (1875–1924)

⚭ 1899 Alix Freiin Schenck zu Schweinsberg (1878–1912)
⚭ 1914 Maria-Viktoria Gräfin von Hohenau (1889–1934), gesch. 1923
⚭ 1923 Imma Prinzessin zu Erbach-Schönberg (* 1901)
- Carola (* 1877) ⚭ 1898 Kurt von Griesheim
- Hugo (1884–1963)

⚭ 1916 Donata von Rosenberg (1894–1935), gesch. 1935
⚭ Maria-Eva von Knobelsdorff

### Wirken
Nach einem Studium der Rechtswissenschaften war er Gerichtsreferendar am Appellationsgericht Kassel. In den Jahren 1878 bis 1885 kam er – mit Unterbrechungen – als Vertreter des Grafen Maximilian zu Solms-Rödelheim in den Kurhessischen Kommunallandtag des Regierungsbezirks Kassel. Als Vertreter des Kreises Ziegenhain hatte er von 1886 bis 1891 in diesem Parlament ein Mandat. Aus dessen Mitte wurde er zum Abgeordneten des Provinziallandtages der Provinz Hessen-Nassau bestimmt.
Seit dem Bestehen der Althessischen Ritterschaft sind die Dörnbergs dort vertreten. Hugo war hier von 1887 bis 1920 Obervorsteher.
In den Jahren 1897 bis 1918 war er Abgeordneter des Preußischen Herrenhauses.